# Payaraman Timur
Payaraman Timur is een bestuurslaag in het regentschap Ogan Ilir van de provincie Zuid-Sumatra, Indonesië. Payaraman Timur telt 1970 inwoners (volkstelling 2010).